# Life of da Party
Life Of Da Party é uma canção do rapper estadunidense Snoop Dogg, lançada como terceiro single do nono álbum de estúdio Ego Trippin', a faixa conta com a participação dos rapper's Too Short e Mistah F.A.B., e foi produzida por Scoop DeVille. A canção

## Lista de faixas
Digital download
1. Life of da Party (part. Too Short & Mistah F.A.B.) — 4:23

CD single
1. Life Of Da Party (Radio Version) (part. Too Short & Mistah F.A.B.) − 4:23
2. Life Of Da Party (Snoop Dogg Intro Dirty) (part.  Too Short & Mistah F.A.B.) − 4:23
3. Life Of Da Party (Instrumental) (part. Too Short & Mistah F.A.B.) − 4:23

## Musica e vídeo
O vídeo clipe da musica apresenta Snoop Dogg, Too Short & Mistah F.A.B. em uma casino festejando com diversas mulheres. O vídeo da faixa estreou no programa 106 & Park da rede de televisão BET em 11 de março de 2008.

## Desempenho nas paradas

### Gráficos semanais
| Tabelas (2008)                                    | Melhor posição |
| ------------------------------------------------- | -------------- |
| Estados Unidos (Billboard Bubbling Under Hot 100) | 5              |
| Estados Unidos (Billboard R&B/Hip-Hop Songs)      | 48             |
| Estados Unidos (Billboard Hot Rap Songs)          | 14             |
| Estados Unidos (Billboard Rhythmic Songs)         | 31             |